# Cmentarz wojenny nr 345 – Muszyna
Cmentarz wojenny nr 345 Muszyna – zabytkowy cmentarz z I wojny światowej położony na terenie miasta Muszyna w powiecie nowosądeckim, zaprojektowany przez austriackiego architekta Gustawa Ludwiga. Jeden z ponad 400 zachodniogalicyjskich cmentarzy wojennych zbudowanych przez Oddział Grobów Wojennych C. i K. Komendantury Wojskowej w Krakowie. Należy do X Okręgu Cmentarnego Limanowa.

## Opis
Obiekt jako kwatera na cmentarzu parafialnym rozplanowany na planie wydłużonego prostokąta. Na osi wejścia wbudowana w mur ogrodzenia wschodniego pomnikowa kamienna ściana w formie kapliczki. Cmentarz jest w dobrym stanie.
Na cmentarzu w 2 mogiłach zbiorowych i 1 grobie pojedynczym pochowano 22 żołnierzy austro-węgierskich poległych w listopadzie i grudniu 1914.